# シグナルレッド

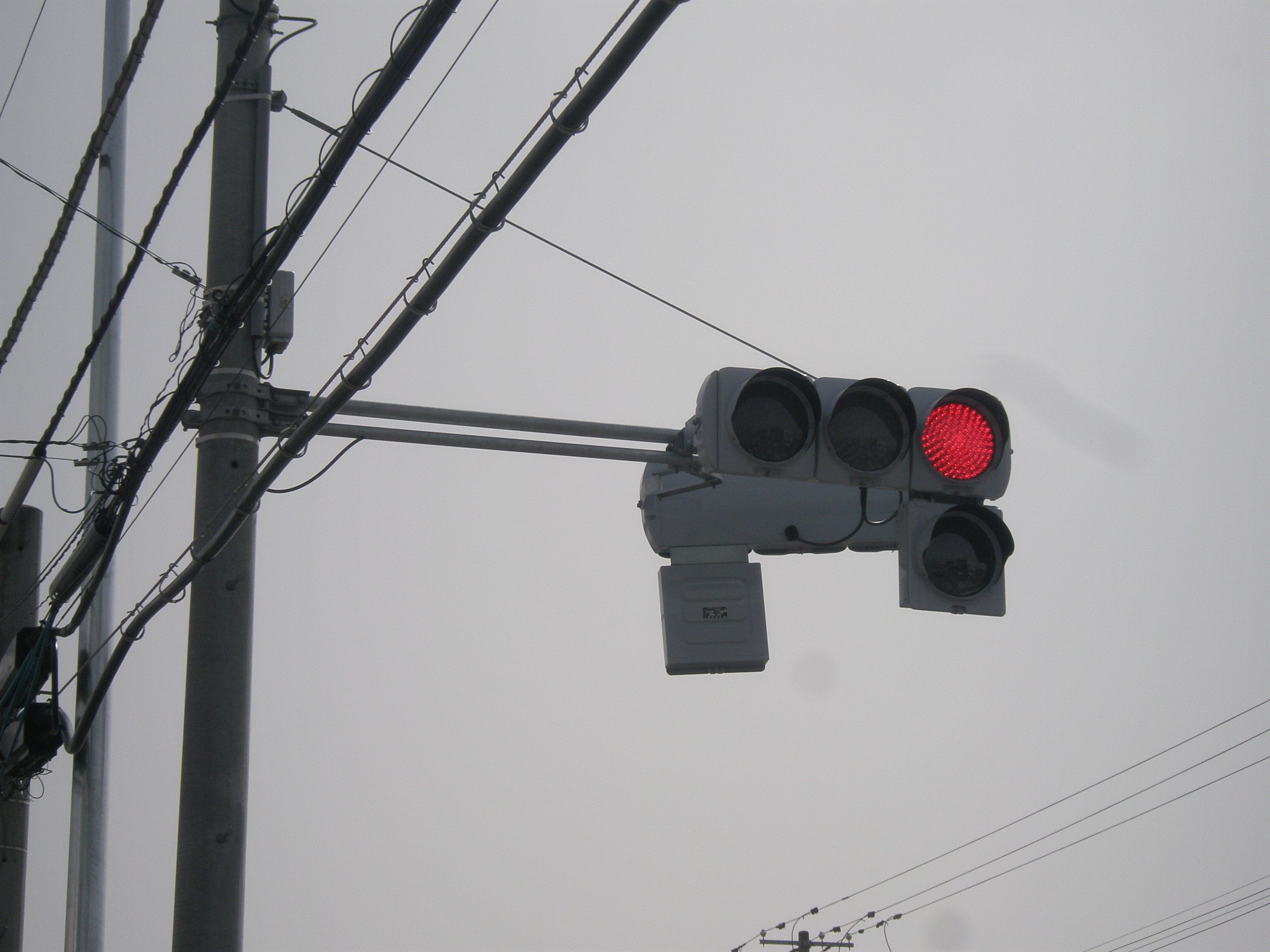

シグナルレッド (signal red) とは、交通信号機で停止を意味する赤信号の色。JISの色彩規格では「鮮やかな赤」としている。
赤だけは、メーカーやタイプ、色の呼び名によって色の違いが起こることが全く無いため、信号の色が色名にできるのは赤だけである。また赤は、視界の中で遠くからでも小さな点で識別しやすいという特性がある。航空標識、警告灯、鉄道信号、赤ランプ、タコメーターのレッドゾーン、踏切の警報機なども同じ理由による。
シグナルレッドは特に彩度の高い目立ちやすい色とされている。注意（待て）の黄色（黄橙？）、進行の青（緑）とともに用いられる。